# توشی‌کازو کاسه
توشی‌کازو کاسه (انگلیسی: Toshikazu Kase; ۱۲ ژانویهٔ ۱۹۰۳ – ۲۱ مهٔ ۲۰۰۴) دیپلمات اهل ژاپن در طی جنگ جهانی دوم بود.